# Luis Suárez Eugenín
Luis Suárez Eugenín, detto Caco (1948 – 13 dicembre 2024), è stato un cestista cileno.
Era il padre di Sebastián Suárez.

## Carriera
Con il Cile ha disputato cinque edizioni dei Campionati sudamericani (1966, 1968, 1969, 1971, 1977).